# スーパーグループ
スーパーグループ（Supergroup）とは、すでに成功した有名ミュージシャンたちが集まって結成した音楽グループやバンドのこと。スーパーバンドとも言う。スーパーバンドとして認定されるためには、知名度の高さを必要とする。
1960年後半から1970年代前半にかけ、主にロックなどの人気や話題性の高いグループに用いられて一時代を築いた流行語。

## 概要
スーパーグループという名称が定着する以前から、有名なミュージシャンが集まってセッションをする現象が見られた。1960年代後半のロック界ではクロスビー・スティルス&ナッシュにニール・ヤングも加入してクロスビー・スティルス・ナッシュ&ヤングが結成された。クリームやザ・ダーティー・マック（ジョン・レノン＋エリック・クラプトン＋キース・リチャーズ＋ミッチ・ミッチェル）らは、プレイヤーの組み合わせから生じるケミストリーを獲得しようとセッション・バンドを組んだ。ブルース・ロックのクリームも、スーパー・グループの草分け的なバンドだった。タワー・レコードの執筆者は、1968年にアル・クーパーがマイク・ブルームフィールドとスティーヴン・スティルスを迎えて発表したスタジオ・アルバムや、クラプトンとスティーヴ・ウィンウッドらが組んだブラインド・フェイスが最初のスーパーグループではないかとしているが、ローリング・ストーンのジャック・ウェナーや、評論家のデイヴ・トンプソンは、もちろん1966年のクリームが最初のスーパーグループであるとしており、こちらの説の方が、世界では主流であるクリームを皮切りに、1960年代後半〜1970年代前半にはエマーソン・レイク・アンド・パーマー、ベック・ボガート & アピス、バッド・カンパニーなど、スーパーバンドの結成がブーム化した。1971年には日本でもスーパーグループPYGが結成された。

## 詳細
1980年代以降はスーパーグループは衰退し、ロバート・パーマー＋デュラン・デュラン組＋シック組のパワー・ステーション、ジョージ・ハリソン＋ボブ・ディラン＋ロイ・オービソンらのトラヴェリング・ウィルベリーズなどが登場した程度だった。1990年代以降はミック・ジャガーのスーパーヘヴィ、アリス・クーパーらのハリウッド・ヴァンパイアーズが結成された。2000年代以降は、デーモン・アルバーンと、アフロビートのトニー・アレンほかによるザ・グッド、ザ・バッド・アンド・ザ・クイーンなどが結成されたが、スーパー・グループかどうかは諸説ある。

## 著名なスーパーグループ

### 世界
- アンダーソン・ブルーフォード・ウェイクマン・ハウ
- アーケイディア
- アトムス・フォー・ピース
- アレクシス・コーナー・バンド
- ヴェルヴェット・リヴォルヴァー
- エイジア
- エドガー・ウィンター・グループ
- エマーソン・レイク・アンド・パーマー
- エマーソン・レイク・アンド・パウエル
- エレクトロニック
- オジー・オズボーン・バンド
- カヴァーデイル・ペイジ
- カクタス
- クリーム
- クロスビー、スティルス&ナッシュ
- クロスビー、スティルス、ナッシュ&ヤング
- コロシアムII
- ザ・エレクトリック・フラッグ
- ザ・グッド、ザ・バッド・アンド・ザ・クイーン
- ザ・ダーティー・マック
- ザ・デッドウェザー
- ザ・ファーム
- ジェフ・ベック・グループ
- ジョン・メイオール&ブルース・ブレイカーズ
- スーパーヘヴィ
- ゼム・クルックド・ヴァルチャーズ
- ダム・ヤンキース
- デレク・アンド・ザ・ドミノス
- トラヴェリング・ウィルベリーズ
- トランスアトランティック
- ニューロティック・アウトサイダーズ
- パーラメント
- バッド・イングリッシュ
- バッド・カンパニー
- ハニー・ドリッパーズ
- ハリウッド・ヴァンパイアーズ
- パワー・ステーション
- バンド・エイド
- ハンブル・パイ
- ヒア・アンド・エイド
- ファニア・オールスターズ
- フェイセズ
- フォリナー
- ブラインド・フェイス
- プロフェッツ・オブ・レイジ
- ベック・ボガート & アピス
- ポール・マッカートニー&ウイングス
- ホワイトスネイク
- マイク・ブルームフィールド、アル・クーパー&スティーヴン・スティルス
- マイケル・シェンカー・グループ
- MR. BIG
- U.K.
- リンゴ・スター&ヒズ・オールスター・バンド

### 日本
- アンドレ・マルロー・バンド[6][7]
- イエロー・マジック・オーケストラ
- 井上陽水奥田民生
- ウォッカ・コリンズ
- うるさくてゴメンねBAND
- Ooochie Koochie
- カーリングシトーンズ
- 桑田佳祐&Mr.Children
- KUWATA BAND
- CO-CóLO[8]
- ゴスペラッツ
- ゴダイゴ[9]
- COMPLEX
- JAM Project
- S.K.I.N.
- SLY
- ザ・タイマーズ
- Chara+YUKI
- 西寺実
- THE BAND HAS NO NAME
- Bank Band
- 新生PEARL
- PYG[10]
- ピンククラウド
- V2
- METAFIVE(高橋幸宏×小山田圭吾×砂原良徳×TOWA TEI×ゴンドウトモヒコ×LEO今井)
- 森本太郎とスーパースター
- 柳ジョージ&レイニーウッド
- THE LAST ROCKSTARS
- 麗蘭
- 獄門島一家
- Aooo